# Hans-Ernst Schiller
Hans-Ernst Schiller (* 1952 in Bamberg) ist ein deutscher Philosoph. Er war Professor für Sozialphilosophie und Ethik an der Fachhochschule Darmstadt (1993–1996) und der Hochschule Düsseldorf (1996–2018) und hat Bücher und Aufsätze zu verschiedenen Themen der Philosophie und Gesellschaftstheorie, zur Philosophiegeschichte und zu aktuellen politischen und ethischen Fragen veröffentlicht.

## Leben
Schiller machte 1971 sein Abitur und leistete 1972/73 den Zivildienst. Von 1971 bis 1974 studierte er in Erlangen, im Anschluss bis 1978 an der Johann Wolfgang Goethe-Universität Frankfurt am Main in den Fächern Philosophie, Soziologie und Geschichte. Nach einer Magisterarbeit über Karl Marx promovierte er 1981 über Ernst Bloch bei Hermann Schweppenhäuser und Alfred Schmidt. Zwischen 1981 und 1993 war er in der Erwachsenenbildung tätig und erhielt Lehraufträge an mehreren Universitäten. 1985, 1988 und 1989 nahm Schiller als Referent an der Sommerschule in Dubrovnik teil.
Er wurde 1997 in Kassel mit einer Arbeit über Wilhelm von Humboldt habilitiert. Im Zuge seiner Lehrtätigkeit in Düsseldorf schrieb er für den Rezensionsdienst von socialnet.de. Seit seiner Emeritierung beschäftigt sich Schiller vorwiegend mit philosophischer Forschung. Er lebt in Frankfurt am Main, ist verheiratet (seit 1989) und hat einen Sohn.

## Werke und Tätigkeiten
Schillers Arbeiten sind der kritischen Theorie verpflichtet, ohne sie zu dogmatisieren. Die Publikationen umfassen Studien zur Ontologie und Erkenntnistheorie, Ethik und Gesellschaftstheorie, Sprachphilosophie und zur Freud-Rezeption. Schillers Interesse gilt durchgängig der Verbindung von marxistischer Gesellschaftskritik und Philosophie, die zunächst bei Ernst Bloch kennengelernt hatte. Gegenstände philosophisch-sozialwissenschaftlicher Forschungen und Veröffentlichungen wurden zunehmend die Autoren der Frankfurter Schule: Theodor W. Adorno, Walter Benjamin, Max Horkheimer, Herbert Marcuse und Erich Fromm. In der Philosophiegeschichte sind seine wichtigsten Bezugspunkte Aristoteles und Immanuel Kant, Hegel und Karl Marx. Seit Mitte der 2010er Jahre beschäftigt sich Schiller vorrangig mit dem Begriff der Vernunft und ihrer sozialen Objektivität, ihrer Beziehung zu den Affekten und zur Denkform der Kritik.

## Veröffentlichungen

### Bücher
- Metaphysik und Gesellschaftskritik. Zur Konkretisierung der Utopie im Werk Ernst Blochs, Königstein/Ts. 1982. ISBN 978-3-445-02273-8
- Bloch-Konstellationen. Utopien der Philosophie, Lüneburg 1991. ISBN 3-924245-20-7
- An unsichtbarer Kette. Stationen Kritischer Theorie, Lüneburg 1993. ISBN 3-924245-25-8
- Die Sprache der realen Freiheit. Sprache und Sozialphilosophie bei Wilhelm von Humboldt, Würzburg 1998. ISBN 978-3-8260-1463-5
- Das Individuum im Widerspruch. Zur Theoriegeschichte des modernen Individualismus. Berlin 2006. ISBN 978-3-86596-089-4
- Ethik in der Welt des Kapitals. Zu den Grundbegriffen der Moral. Springe 2011. ISBN 978-3-86674-148-5
- Freud-Kritik von links. Bloch, Fromm, Horkheimer, Adorno, Marcuse, Springe 2017. ISBN 978-3-86674-561-2
- Hegels objektive Vernunft. Kritik der Versöhnung. Springe 2020. ISBN 978-3-86674-623-7
- Ähnlichkeit und Analogie. Zur Erkenntnisfunktion des mimetischen Vermögens, Berlin 2021. ISBN 978-3-7329-0767-0
- Die Wirklichkeit des Allgemeinen. Soziale Formen objektiver Vernunft: Wert, Technik, Staat und Sprache, Münster 2023. ISBN 978-3-89691-087-5

### Herausgeberschaft
- zusammen mit Ulrich Ruschig: Staat und Politik bei Horkheimer und Adorno, Baden-Baden 2014.
- Staat und Politik bei Ernst Bloch, Baden-Baden 2016.
- zusammen mit Rüdiger Dannemann und Henry Pickford: Der aufrechte Gang im windschiefen Kapitalismus. Modelle kritischen Denkens, Wiesbaden 2018.
- zusammen mit Rüdiger Dannemann und Gregor Schäfer: Staat und Revolution bei Georg Lukács, Baden-Baden 2023. ISBN 978-3-7560-1325-8

### Aufsätze (Auswahl)
- Gentechnologie und menschliche Würde, in: H. Eidam / Hermenau / Stederoth (Hg.): Kritik und Praxis. Zur Problematik menschlicher Emanzipation. Feschrift für Schmied-Kowarzik, Lüneburg 1999, S. 319–330.
- Völkerrecht und Friedensutopie. Rückblick auf Afghanistan, in Vor-Schein Nr. 24, Jahrbuch 2003 der Ernst-Bloch-Assoziation, Berlin 2003, Berlin 2004, S. 120–138.
- Die reine Gewalt und das Gewaltrecht des Guten. Gewalt und Recht bei Walter Benjamin und Ernst Bloch, in: Hendrik Wallat (Hg.): Gewalt und Moral. Eine Diskussion der Dialektik der Befreiung. Unrast Verlag, Münster 2014, ISBN 978-3-89771-543-1, S. 174–194.
- „Wen das Los trifft, der ist schuldig“. Fairness und Selbstverantwortung in der Marktmoral, in: G. Gamm / A. Hetzel (Hg.): Ethik – wozu und wie weiter? Münster 2015, S. 41–60.
- Kultur als Täuschung und Versprechen. Adorno zur Kulturkritik, in: F. Hörner (Hg.), Das Populäre in der Musik, Münster 2016, S. 179–191.
- Antagonismus. 12 Thesen zu Vernunft und Unvernunft in gesellschaftskritischer Perspektive, in: Dannemann/Pickford/Schiller (Hg.), Der aufrechte Gang in windschiefen Kapitalismus. Modelle kritischen Denkens, Wiesbaden 2018, S. 123–139.
- Zur Aktualität der Metaphysik. Kritische Theorie und philosophische Tradition, in: Zeitschrift für kritische Theorie Heft 48/49, Lüneburg 2019, S. 9–35.
- Totale Vergesellschaftung. Kritische Gesellschaftstheorie nach Marx, in: Zeitschrift für kritische Theorie Heft 50/51, Lüneburg 2020, S. 130–154.
- Wissenschaft als soziale Wirklichkeit und geistiges Prinzip. Im Anschluss an Horkheimer, in: Michael Städtler (Hg.): Kritik und System. Erkenntnistheoretische Grundlagen kritischer Theorie, Springe 2020. S. 88–102.
- Marx über Freiheit, in: Yasemin Ahi/Esengül Ayyildiz/Muharrem Açigköz (Hg.): Denken und Arbeiten mit Marx heute, Münster 2021, 19–26.

### Handbuchartikel
- Individuum, in: Historisch-kritisches Wörterbuch des Marxismus Bd. 6.II, Hamburg 2004, Sp. 948–969.
- Kollektiv/Gruppe, in: 'Historisch-kritisches Wörterbuch des Marxismus Bd. 7.II, Hamburg 2010, Sp. 1116–1120.
- Tod und Utopie: Ernst Bloch, Georg Lukács, in: Adorno-Handbuch, hg. von R. Klein, J. Kreuzer, S. Müller-Dohm, Stuttgart 2011, S. 25–35.
- Entfremdung (zus. mit Ivan Boldyrev), in: Bloch-Wörterbuch, hg. von B. Dietschy, D. Zeilinger, R.E. Zimmermann, Berlin 2012,S. 84–102.
- Ethik, in: Bloch-Wörterbuch, S. 102–131.
- Freiheit, in: Bloch-Wörterbuch, S. 144–161.
- Die Perspektive des Denkens: Horkheimers Begriff der Vernunft in: Bittlingmeyer, Uwe / Demirovic, Alex / Freytag, Tatjana (Hg.): Handbuch Kritische Theorie, Wiesbaden 2019, Bd. 1, S. 329–354 (online 2016, doi:10.1007/978-3-658-12707-7_16-1).
- Menschenwürde, in: Historisch-kritisches Wörterbuch des Marxismus Bd. 9.I, Hamburg 2018, Sp. 553–572.
- Messianismus II, in: Historisch-kritisches Wörterbuch des Marxismus Bd. 9. I, Hamburg 2018, Sp. 672–682.
- The Adminstered World, in: Best/Bonefeld/O’Kane (Ed.): The SAGE Handbook of Frankfurt School Critical Theory, London etc. 2018, p. 834–851.
- Mitleid I, in: Historisch-kritisches Wörterbuch des Marxismus Bd. 9.II, Hamburg 2024, Sp. 1081–1103.